# Hougang United FC
O Hougang United FC é um clube de futebol de Singapura, com sede em Hougang, que compete na S.League. Seu estádio chama-se Hougang Stadium..

## Histórico

### Dança de nomes e fusões
Foi fundado em 1981 como Marine Castle United Football Club, por fans do Newcastle United, da regão da Marina de Singapura. Em 1998 estrearam na S.League, porém mudaram o nome para Sengkang Marine Football Club em 2002.
Devido a crise financeira fundiu com o  Paya Lebar-Punggol Football Club e se tornou o Sengkang Punggol Football Club,.

### Hougang Utd
Em 2011, o presidente  Sengkang Punggol Football Club, Mr. Bill Ng, reformulou tudo no clube para se tornar um clube vencedor, mudou o nome Hougang United Football Club, idealizou um novo estádio, e trouxe jogadores e treinadores de renome internacional.

## Treinadores
- Aide Iskandar (interino) (June 25, 2009–Dez 31, 2009)
- Aidil Sharin (Jan 1, 2010–Dez 31, 2011)
- Malek Awab (Dez 1, 2011–Nov 30, 2012)
- Johana Bin Johari (Nov 30, 2012–1?)
- Nazri Nasir (Jan 1, 2013–Mar 31, 2013)
- Fandi Ahmad (Abril 2013 – Agosto 2013)
- M. Nasir (Ago 21, 2013 – Dez 31, 2014)
- Pornsak Prajakwit (Jan 1, 2015 – ????)